# 细毛润楠
细毛润楠（学名：Machilus tenuipilis）为樟科润楠属下的一个种。

## 扩展阅读
維基物種上的相關：细毛润楠